# Sukarno
Sukarno, także Bung Karno (ur. 6 czerwca 1901 w Surabai, zm. 21 czerwca 1970 w Dżakarcie) – pierwszy prezydent niepodległej Indonezji.

## Życiorys

### Młodość i działalność niepodległościowa
Syn jawajskiego nauczyciela i jego baliskiej żony, urodził się w Surabai na wschodniej Jawie w Holenderskich Indiach Wschodnich (obecnie Indonezja). Pozwolono mu uczęszczać do szkoły holenderskiej. W 1916 zaczął naukę w szkole średniej w Surabai; spotkał tam Tjokroaminoto (przyszłego działacza niepodległościowego). W 1921 rozpoczął studia techniczne w Technische Hoogeschool w Bandungu.
Jako przywódca indonezyjskiego ruchu niepodległościowego, którego skrzydłem politycznym była Partai Nasional Indonesia (Narodowa Partia Indonezji), założona w 1927, wierzył, że z pomocą Japonii uda się mu uzyskać niezależność od Holandii. W 1929 aresztowany przez holenderskie władze kolonialne i skazany na dwa lata więzienia. Po wyjściu na wolność stał się osobą bardzo popularną, wręcz bohaterem narodowym. W latach 30. był jeszcze kilkakrotnie aresztowany i przebywał w więzieniu do 1942, kiedy Japończycy opanowali Jawę.

### Jako przywódca Indonezji
Po kapitulacji Japonii 15 sierpnia 1945 roku, Sukarno, Mohammad Hatta i Radjiman Wediodiningrat zostali wezwani na spotkanie przez marszałka Terauchiego, naczelnego dowódcę japońskich wojsk na południu w Sajgonie. W reakcji na to Sukarno zamierzał przyśpieszyć ogłoszenie niepodległości. Został wtedy porwany razem z Muhammadem Hattą przez bojówkę młodzieżową do Rengasdengklok na zachodniej Jawie. Po odzyskaniu wolności Sukarno i Hatta ogłosili powstanie Republiki Indonezji 17 sierpnia 1945.
Wizja konstytucji Sukarno zawierała tzw. Pancasila (z sanskrytu „pięć filarów”). Jego filozofia polityczna wspierała się na elementach socjalizmu, nacjonalizmu i islamu. To właśnie uważał za Panca Sila, założenia swojego programu przedstawił w mowie z 1 czerwca 1945. a były to: nacjonalizm (w narodowej jedności), internacjonalizm (niepodległy naród wśród równych sobie), demokracja reprezentatywna (wszystkie znaczące grupy mają być reprezentowane), sprawiedliwość społeczna (jako wpływ socjalizmu), wiara w Boga (ale z rozdziałem kościoła od państwa). Indonezyjski parlament, oparty na tych zasadach konstytucji okazał się bardzo nieefektywny w rządzeniu. Było to spowodowane głównie różnicami religijnym, społecznymi i etnicznymi.
Początkowo rząd Sukarno nie zamierzał tworzyć armii narodowej aby nie zaogniać stosunków z aliantami. W międzyczasie różne grupy milicji zostały zachęcone do przyłączenia się do BKR Badan Keamanan Rakyat (Ludowej Organizacji Bezpieczeństwa). W październiku 1945 BKR została przekształcona w TKR Tentara Keamanan Rakyat (Ludową Armię Bezpieczeństwa) w odpowiedzi na zwiększającą się obecność Holendrów w Indonezji, którzy próbowali przywrócić swoje władanie nad wyspami. W chaosie jaki wtedy zapanował udało się wojskom holenderskim schwytać Sukarno w grudniu 1948, ale zostali oni zmuszeni do jego uwolnienia po ogłoszeniu zawieszenia broni. Sukarno wrócił do Dżakarty 28 grudnia 1949. Jego rząd nie zyskał poparcia w całym kraju. Różne frakcje i regiony próbowały się usamodzielnić, dochodziło do starć wewnętrznych nawet w czasie walk z Holendrami. Przykładem może być lewicowa grupa działająca w Madium na wschodniej Jawie w 1948, z której większość członków osądzono i skazano, oraz rebelia skrajnych islamistów, która rozpoczęła się w 1949 roku. W 1955 roku odbyły się wybory, w których zwycięstwo odniosła Nacjonalistyczna Partia Indonezji a bardzo wysokie poparcie otrzymała Komunistyczna Partia Indonezji. Ze względu na kruchość rządów koalicyjnych, Sukarno w trakcie swoich rządów starał się równoważyć wpływy wojska, islamistów i komunistów na sytuację w kraju. Występowały dalsze próby przeprowadzenia przewrotów wojskowych w 1956, łącznie z ruchem separatystycznym na Sulawesi wspieranym przez CIA, gdzie doszło do incydentu, w czasie którego amerykański pilot został zestrzelony i pojmany.
W 1955 roku obok prezydenta Egiptu Gamala Abdel Nassera, premiera Indii Jawaharlala Nehru i przywódcy Jugosławii był współtwórcą Ruchu Państw Niezaangażowanych. Konferencja założycielska ruchu odbyła się w Bandungu w dniach 18–24 kwietnia 1955 roku. Wzięło w niej udział 29 państw, w tym 23 niepodległe i 6 stojących u progu niepodległości. Jak głosi oficjalna nazwa, była to „Konferencja solidarności krajów Azji i Afryki”. Bandung wiąże się ściśle z wojną w Indochinach, ponieważ narody kontynentu azjatyckiego miały obawy przed dalszą interwencją mocarstw i dlatego uczestnicy konferencji głosili hasło „Azja dla Azjatów”. Otwierając obrady, Sukarno stwierdził, że jest to: „pierwsza konferencja ludów kolorowych w historii ludzkości”. W 1956 roku Sukarno otrzymał doktorat honoris causa Uniwersytetu Belgradzkiego.
Schyłek lat 50. określany jest jako okres tzw. demokracji sterowanej. 30 listopada 1957 miał miejsce zamach na niego podczas odwiedzin szkoły w Cikini w Dżakarcie. Sześcioro dzieci zostało zabitych, on sam nie odniósł jednak żadnych poważniejszych obrażeń. W grudniu ogłosił nacjonalizację 246 firm holenderskich. Od 1958 roku Sukarno prowadził politykę konfrontacyjną wobec Holandii, od której domagał się m.in. przekazania władzy nad Nową Gwineą Holenderską. W lutym 1958 roku rozpoczęło się zwalczanie PRRI (Pemerintah Revolusioner Republik Indonesia) - buntowników w Bukittinggi. Byli oni mieszanką ruchów antykomunistycznych i islamskich otrzymując silne wsparcie od USA i Wielkiej Brytanii oraz Republiki Chińskiej. CIA zaopatrywało w broń i udzielało wszelkiej pomocy logistycznej ruchy powstańcze na Sulawesi i na Sumatrze aż do incydentu z zestrzelonym pilotem. Rebelia upadła pod koniec 1958 roku, a ostatnie oddziały partyzanckie zlikwidowano w 1961 roku. W latach 50. nastąpiło zacieśnienie stosunków z Chinami i zwiększenia pomocy dla Indonezji z krajów bloku wschodniego. Również USA obawiając się przyłączenia Indonezji do bloku wschodniego zaczęły zwiększać swoją pomoc dla rządu Sukarno.
W latach 60. Indonezja popadła w konflikt z Malezją, wspartą przez Wielką Brytanię, względem której Indonezja zgłaszała pretensje terytorialne. Pogorszeniu uległy także relacje z Brunei po tym, gdy Indonezja wsparła tam nieudaną rewolucję. Indonezja w latach 60. wspierała antymalezyjskich, antykolonialnych i lewicowych partyzantów z Narodowej Armii Północnego Borneo (powstanie w Sarawaku), a około 700–800 młodych Chińczyków, których dotknęły represje ze strony malezyjskiego rządu, uciekło do indonezyjskiego Kalimantanu, gdzie przeszli szkolenie militarne. Indonezja, dzięki poparciu doradców prezydenta Johna F. Kennedy’ego – McGeorge Bundy’ego i Roberta Komera, zyskała wpływy handlowe w Nowej Gwinei Holenderskiej (Papua Zachodnia) oraz wprowadziła swój korpus wojskowy na wyspę. W 1962 roku z inicjatywy senatora Roberta F. Kennedy’ego, Indonezja, Holandia i przedstawiciele ONZ podpisali umowę dotyczącą przyszłości regionu, lecz w tym samym roku grono papuaskich działaczy ogłosiło niepodległość Zachodniej Nowej Gwinei, jednak rzeczywistą kontrolę nad wyspą sprawowała Indonezja, co zostało też poparte przez opinię międzynarodową.

## Odsunięcie od władzy przez Suharto
W lipcu 1963 Zgromadzenie Narodowe ogłosiło go dożywotnio prezydentem. Ze względu na obawy interwencji ze strony Holandii, Wielkiej Brytanii lub Stanów Zjednoczonych, Indonezja rozpoczęła w 1957 roku proces zakupu broni z ZSRR i bloku wschodniego, z czym wiązały się silne wpływy radzieckich instruktorów i doradców wojskowych. Gdy partia komunistyczna zaczęła zdobywać coraz większe poparcie, aż w końcu zagroziła rządowi nacjonalistów, USA wycofało swoją pomoc względem Indonezji. W tym czasie pogorszył się stan jego zdrowia, lekarze postawili diagnozę choroby nerek. Gdy Sukarno znajdował się pod coraz większą presją utrzymania równowagi między wrogimi względem siebie siłami armii i komunistami, jego autorytet zmalał. W nocy 30 września 1965 sześciu czołowych generałów o poglądach antykomunistycznych zostało zabitych. O tę zbrodnię i próbę zamachu stanu została oskarżona partia komunistyczna. Armia i bojówki antykomunistyczne rozpętały nagonkę przeciw komunistom. Doszło w tym czasie do wielu zabójstw rzekomych, bądź rzeczywistych działaczy komunistycznych. Szacuje się, że od 0,5 miliona do 2 milionów (wciąż odkrywane są nowe masowe groby) Indonezyjczyków zostało wymordowanych przez żołnierzy, policję i popierających sprawcę terroru - Suharto. Celem zamachów z powodów ekonomicznych stała się także mniejszość chińska. Ponadto, więcej niż milion ludzi trafiło do więzień. Doszło także do osłabienia wpływów Sukarno, który został zmuszony przez  Suharto do ustąpienia ze stanowiska 11 marca 1966 i oddania mu całej władzy. Był w tym czasie przetrzymywany w areszcie domowym aż do śmierci w wieku 69 lat w 1970. Został pochowany w Blitar.

## Życie prywatne
Jako dwudziestolatek ożenił się z kobietą o imieniu Inggit, starszą od niego o jedenaście lat. Siedemnaście lat później Sukarno, po stwierdzeniu, że jego małżonka jest bezpłodna, wziął ślub z modelką Fatmawati. Po powstaniu państwa ożenił się jeszcze z dwiema kobietami – Hartini oraz Japonką Dewi. Jego partnerką była także Yurike Sanger, z którą jednak się nie pobrali. Uważany za kobieciarza, krytykowany był przez konserwatywnych Indonezyjczyków oraz przez media zagraniczne (które nazywały go „lubieżnikiem” i „wielkim uwodzicielem”).
Miał co najmniej ośmioro dzieci. Megawati Soekarnoputri, która była czwartym prezydentem z kolei, jest jego córką.